# Giro de Münsterland 2017
La 12.ª edición de la clásica ciclista Giro de Münsterland (nombre oficial: Sparkassen Münsterland Giro) se celebró en Alemania el 3 de octubre de 2017 sobre un recorrido de 125,56 km con inicio y final en la ciudad de Münster (Renania del Norte-Westfalia).
La carrera forma parte del UCI Europe Tour 2017, dentro de la categoría 1.HC.

## Recorrido
El Giro de Münsterland dispuso de un recorrido total de 125,56 kilómetros con sitio de inicio y final en la ciudad de Münster.

## Equipos participantes
Tomaron parte en la carrera 22 equipos: 7 de categoría UCI ProTeam; 7 de categoría Profesional Continental; 8 de categoría Continental. Formando así un pelotón de 176 ciclistas de los que acabaron XXX. Los equipos participantes fueron:
| WorldTeams (7)- Team Sunweb - Bora-Hansgrohe - Katusha-Alpecin - Dimension Data - Lotto-Soudal - Quick-Step Floors - Lotto NL-Jumbo Equipos continentales profesionales (7)- CCC Sprandi Polkowice - Gazprom-RusVelo - Wanty-Groupe Gobert - Roompot-Nederlandse Loterij - Sport Vlaanderen-Baloise - Novo Nordisk - WB-Veranclassic-Aqua Protect Equipos continentales (8)- LKT Brandenburg - Rad-net Rose - Dauner D&DQ-Akkon - Lotto-Kern-Haus - Team Sauerland NRW p/b Henley & Partners - 0711/Cycling - Heizomat - Bike Aid |
| |

## Clasificación final
- Las clasificaciones finalizaron de la siguiente forma:[3]

| \| Clasificación general \| Clasificación general \| Clasificación general \| Clasificación general \| Clasificación general \| \| Ciclista \| Ciclista \| Equipo \| Tiempo \| \| \| --------------------- \| --------------------- \| --------------------- \| --------------------- \| --------------------- \| \| 1.º \| Sam Bennett \| Bora-Hansgrohe \| \| \| \| 2.º \| Phil Bauhaus \| Team Sunweb \| \| \| |              |                |        |
| |              |                |        |
| Fuente: ProCyclingStats |              |                |        |
| Clasificación general |              |                |        |
| Ciclista | Ciclista     | Equipo         | Tiempo |
| 1.º | Sam Bennett  | Bora-Hansgrohe |        |
| 2.º | Phil Bauhaus | Team Sunweb    |        |

## UCI World Ranking
El Giro de Münsterland otorga puntos para el UCI Europe Tour 2017 y el UCI World Ranking, este último para corredores de los equipos en las categorías UCI ProTeam, Profesional Continental y Equipos Continentales. Las siguientes tablas son el baremo de puntuación y los corredores que obtuvieron puntos:
| Posición              | 1.ª | 2.ª | 3.ª | 4.ª | 5.ª | 6.ª | 7.ª | 8.ª | 9.ª | 10.ª |
| Clasificación general | 200 | 150 | 125 | 100 | 85  | 70  | 60  | 50  | 40  | 35   |

| 1.º  | Sam Bennett        | Bora-Hansgrohe               | 200 |
| 2.º  | Phil Bauhaus       | Sunweb                       | 150 |
| 3.º  | André Greipel      | Lotto Soudal                 | 125 |
| 4.º  | Marcel Kittel      | Quick-Step Floors            | 100 |
| 5.º  | Dylan Groenewegen  | LottoNL-Jumbo                | 85  |
| 6.º  | Matteo Pelucchi    | Bora-Hansgrohe               | 70  |
| 7.º  | Alexander Kristoff | Katusha-Alpecin              | 60  |
| 8.º  | Roy Jans           | WB Veranclassic Aqua Protect | 50  |
| 9.º  | André Looij        | Roompot-Nederlandse Loterij  | 40  |
| 10.º | Nicola Toffali     | 0711/Cycling                 | 35  |